# Thomas de Castro
Dom Thomas de Castro (Divar, kb. 1621 – 168. július 16.) a portugál-indiai goai Divarban született. A Szentszék 1675. augusztus 30-án kanarai apostoli vikáriussá nevezte ki  Később megalapította a híres Milagres templomot Mangalorban, Dél-Canarában, Karnátakában. Dom Matheus de Castrónak (kb. 1594–1677), a katolikus egyház első indiai püspökének unokaöccse volt.

## Életrajz
Tinédzserkorában nagybátyja, Matheus de Castro, Chrysopolis püspöke vitte el Rómába. Ott csatlakozott a Divina Providencia vagy a Theatine rend gyülekezetéhez. Feljegyezték, hogy Rómában kinevezték a filozófia és teológia professzorának. A Vatikán 1671-ben Fulsivelem püspökévé avatta.
1674-ben Indiába utazott, hogy ott megkezdje misszionáriusi munkáját. 1675. augusztus 30-án a Szentszék apostoli vikáriussá nevezte ki Cochin, Tamor, Madurai, Mysore, Cranganore, Cannanore és a Canara-part királyságaiban. Ő maradt a Verapoly latin katolikus érsekség apostoli vikáriusa is (1675–1689) a mai keralai Varappuzha területén.
Ajándékba kapott egy földdarabot a canarai vezetőktől, amin megépítette a Milagres templomot. Az 1680-ra befejezett templom az egyik legfontosabb istentiszteletre használt hely.
De Castro püspök Mangalorban hunyt el 1684. április 16-án 68 évesen. Sírja a Milagres templom temetőjében található, a bronztábláról lehet felismerni, közvetlenül a Szent Mónika-kápolna mellett.

## Fordítás
Ez a szócikk részben vagy egészben  a   Thomas de Castro című angol Wikipédia-szócikk ezen változatának fordításán alapul.  Az eredeti cikk szerkesztőit annak laptörténete sorolja fel. Ez a jelzés csupán a megfogalmazás eredetét és a szerzői jogokat jelzi, nem szolgál a cikkben szereplő információk forrásmegjelöléseként.